# (33734) Stephenlitt
1999 NC34 (asteroide 33734) é um asteroide da cintura principal. Possui uma excentricidade de 0.10402020 e uma inclinação de 5.77162º.
Este asteroide foi descoberto no dia 14 de julho de 1999 por LINEAR em Socorro.